# OTP Bank
OTP Bank is de grootste bank van Hongarije en werd in 1949 opgericht. Vanaf 1990 werd het bedrijf geleidelijk aan geprivatiseerd en na de afronding van dit proces begon het aan een reeks buitenlandse overnames. OTP is actief in 11 Midden-Europese landen.

## Activiteiten
De bank biedt een breed palet aan financiële diensten waaronder bankzaken voor particulieren en bedrijven, verzekeringen, vermogensbeheer en  onroerend goed financiering.
De bank is actief in diverse landen in Centraal en Oost-Europa. De meeste hiervan hanteren de OTP merknaam, maar er zijn enkele uitzonderingen. Ze heeft vestigingen in Albanië, Bulgarije (DSK Bank), Kroatië, Roemenië, Servië, Slowakije,  Oekraïne, Rusland, Moldavië, Montenegro (Crnogorska komercijalna banka) en Slovenië (SKB d.d.). In 2021 was de helft van de totale winst afkomstig van de buitenlandse activiteiten. 
De bank heeft een beursnotering aan de Budapest Stock Exchange en maakt deel uit van de belangrijke aandelenindex BUX. Ongeveer een kwart van de aandelen is in binnenlandse handen en de overige aandelen zijn in bezit van buitenlandse beleggers. Per 31 december 2021 was de grootste aandeelhouder MOL met 8,6% van de aandelen, gevolgd door KAFIJAT Group (7,0%) en Groupama Group (5,1%).

## Geschiedenis
De voorloper van OTP Bank, de Nationale Spaarbank, werd opgericht in 1949 en was een staatsbedrijf. Vanaf 1989 heeft de bank de activiteiten uitgebreid en in 1990 werd het een naamloze vennootschap. De privatisering van OTP Bank begon in 1995 en in 2001 was dit proces voltooid.
In de 21e eeuw begon de bank met een expansief beleid gericht op het buitenland. In 2001 werd de eerste buitenlandse acquisitie gerealiseerd, het nam IRB Bank over in Slowakije. In 2003 volgde DSK Bank in Bulgarije. In 2006 kreeg het kantoren in vier extra landen met de overnames van Raiffeisenbank Ukraine, het Russische Investberbank, CKB Bank in Montenegro en drie banken in Servië, Niska Banka, Kulska Banka en Zepter Banka. Daarmee kwam het totaal op negen landen waar OTP actief is. OTP Bank is met al deze overnames een belangrijke speler in de regio geworden.
In 2008 verkocht OTP de verzekeringstak aan het Franse bedrijf Groupama S.A. voor HUF 164 miljard (ca. US$ 956 miljoen). De twee besloten samen te werken en hun financiële en verzekeringsproducten onderling te verkopen. Groupama verwierf een aandelenbelang van 8% in OTP Bank.